# Auguraculum
Das Auguraculum war ein templum auf dem arx genannten Areal des Kapitols in Rom.
Es handelte sich um einen augurischen Beobachtungsposten in arce auf dem Kapitol, von dem aus die Auguren die öffentlichen Auspizien vornahmen und in dessen Bereich die fetiales ihre Kräuter sammelten. Bei Marcus Terentius Varro wird die Formel für das Anlegen und Einteilen eines templum überliefert, während Titus Livius die Formel für die Amtseinführung der fetiales mitteilt.
Die Lage auf der arx ist unstrittig, aber die einzige genauere Lagebeschreibung innerhalb des Areals liefert Marcus Tullius Cicero, der berichtet, dass das Haus des Claudius Centumalus auf dem Caelius die Sichtlinie bei den Auspizien beeinträchtige und deswegen abgerissen werden musste. Demnach ist das auguraculum an der Nordostseite der arx, oberhalb des clivus Argentarius zu vermuten, nahe der Apsis von Santa Maria in Aracoeli.
Das auguraculum war baulich nur eine sehr einfache Einrichtung, eine kleine strohgedeckte Hütte, die anscheinend regelmäßig erneuert wurde. Möglicherweise stand diese Hütte am Beginn der via Sacra und war zu den Albaner Bergen hin ausgerichtet.
Bei Varro wird überliefert, dass sich auf dem collis Latiaris am Südende des Quirinals ein weiteres Auguraculum befand. Varro erwähnt es in seiner Aufzählung der argei oder argeorum sacraria, allerdings ist die Stelle verderbt und von wenig Wert für eine genauere Deutung.